# Ember Manning: Fallet vid bryggan
Ember Manning: Fallet vid bryggan (engelska: The Jetty) är en brittisk kriminalthrillerserie vars första säsong hade premiär den 15 juli 2024 på BBC One. Serien hade svensk premiär på SVT Play och SVT den 4 januari 2025. Serien, som är skapad av Cat Jones, består av fyra avsnitt.

## Handling
Serien kretsar kring polisen Ember Manning som ett år efter sin mans död kallas till en mordbrand. Utredningen leder Ember till en gravid flicka. Ember misstänker att den minderåriga flickan haft en relation med en äldre man och får henne att reflektera över åldersskillnaden mellan henne och hennes avlidne make.

## Rollista (i urval)
- Jenna Coleman – Ember Manning
  - Connie Jenkins-Greig – Ember Manning, som ung
- Tom Glynn-Carney – Malachy "Mack" Granger
- Ruby Stokes – Hannah Manning
- Weruche Opia – Riz Samuel
- Archie Renaux – Simon "Hitch" Hitchson
- Amelia Bullmore – Sylvia
- Ralph Ineson – Morgan
- Matthew McNulty – Arj